# Cuirassat Giulio Cesare
El Giulio Cesare va ser un dels tres cuirassats dreadnought de classe Conte di Cavour construïts per a la Regia Marina als anys 1910. Acabat el 1914, va ser poc utilitzat i no va veure cap combat durant la Primera Guerra Mundial. El vaixell va donar suport a les operacions durant l'incident de Corfú el 1923 i va passar gran part de la resta de la dècada en reserva. Va ser reconstruït entre 1933 i 1937 amb canons més potents, blindatge addicional i considerablement més velocitat que abans.
Durant la Segona Guerra Mundial, tant el Giulio Cesare com el seu vaixell germà, el Conte di Cavour, van participar en la batalla de Calàbria el juliol de 1940, quan el primer va resultar lleugerament danyat. Tots dos estaven presents quan els torpediners britànics van atacar la flota a Tàrent el novembre de 1940, però el Giulio Cesare no va patir danys. Va escortar diversos combois cap al nord d'Àfrica i va participar en la batalla del Cap Spartivento a finals de 1940 i a la Primera Batalla de Sirte a finals de 1941. Va ser designat com a vaixell escola a principis de 1942, i va escapar a Malta després de l'armistici italià l'any següent. El vaixell va ser traslladat a la Unió Soviètica l'any 1949 i rebatejat com a Novorossiysk (Новороссийск). Els soviètics també el van utilitzar per a l'entrenament fins que va ser enfonsat el 1955, amb la pèrdua de 617 homes, per una explosió probablement causada per una antiga mina alemanya. Va ser rescatat l'any següent i posteriorment desballestat.

## Descripció
La classe Conte di Cavour va ser dissenyada per contrarestar els dreadnoughts francesos de la classe Courbet, la qual cosa va fer que fossin més lents i més blindats que el primer dreadnought italià, el Dante Alighieri. Els vaixells feien 168,9 metres (554 peus 2 polzades) d'eslora a la línia de flotació i 176 metres (577 peus 5 polzades) en total. Tenia una mànega de 28 metres (91 peus 10 polzades) i un calat de 9,3 metres (30 peus 6 polzades). Els vaixells de la classe Conte di Cavour desplaçacen 23.088 tones llargues (23.458 t) a càrrega normal, i 25.086 tones llargues (25.489 t) a càrrega profunda. Tenien una tripulació de 31 oficials i 969 mariners. Els vaixells eren propulsats per tres conjunts de turbines de vapor Parsons, dos conjunts que conduïen els eixos de l'hèlix exteriors i un dels dos eixos interiors. El vapor per a les turbines era proporcionat per 24 calderes Babcock & Wilcox, la meitat de les quals cremaven fuel i l'altra meitat cremaven tant petroli com carbó. Dissenyat per assolir una velocitat màxima de 22,5 nusos (41,7 km/h; 25,9 mph) a partir de 31.000 cavalls de potència (23.000 kW), El Giulio Cesare no va aconseguir aquest objectiu durant les proves de mar, arribant només a 21,56 nusos (39,9 km/h; 24,8 mph) des de 30.700 shp (22.900 kW). Els vaixells transportaven prou carbó i petroli per donar-los una autonomia de 4.800 milles nàutiques (8.900 km; 5.500 milles) a 10 nusos (19 km/h; 12 mph).

### Armament i blindatge

Distribució de l'armament principal

La bateria principal de la classe Conte di Cavour estava formada per tretze canons model 1909 de 305 mil·límetres, en cinc torretes de canó centrals, amb una torreta de dos canons que disparava sobre una torreta de tres canons en parells de proa i de popa, i una tercera torreta triple al mig del vaixell. El seu armament secundari consistia en divuit canons de 120 mil·límetres (4,7 polzades) muntats en casamates als costats del casc. Per defensar-se contra els torpedineres, els vaixells portaven catorze canons de 76,2 mil·límetres (3 polzades); tretze d'aquests es podrien muntar a la part superior de la torre, però es podrien col·locar en 30 llocs diferents, inclosos alguns al castell de proa i a les cobertes superiors. També estaven equipats amb tres tubs de torpedes submergits de 450 mil·límetres (17,7 polzades), un a cada banda i el tercer a la popa.
Els vaixells de la classe Conte di Cavour tenien un cinturó de blindatge de línia de flotació complet que tenia un gruix màxim de 250 mil·límetres (9,8 polzades) al mig del vaixell, que es va reduir a 130 mil·límetres (5,1 polzades) cap a la popa i 80 mil·límetres (3,1 polzades) cap a la proa. Tenien dues cobertes blindades : la coberta principal tenia un gruix de 24 mm (0,94 polzades) al pla que augmentava fins a 40 mil·límetres (1,6 polzades) als vessants que la connectaven amb el cinturó principal. La segona coberta tenia 30 mil·límetres (1,2 polzades) de gruix. L'armadura frontal de les torretes de canó tenia un gruix de 280 mil·límetres (11 polzades) i els costats tenien un gruix de 240 mil·límetres (9,4 polzades). L'armadura que protegia les seves barbetes oscil·lava en gruix entre 130 i 230 mil·límetres (5,1 a 9,1 polzades). Les parets del davant de la torre de comandament tenia 280 mil·límetres de gruix.

## Modificacions i reconstrucció

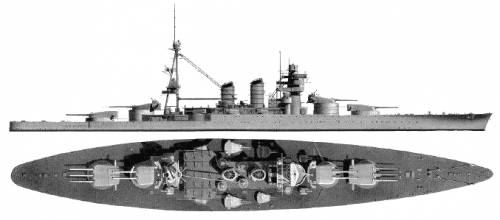
Dibuix de l'Oficina d'Intel·ligència Naval de la classe Conte di Cavour, gener de 1943

Poc després del final de la Primera Guerra Mundial, el nombre de canons de 76,2 mm es va reduir a 13, tots muntats a la part superior de la torreta, i es van instal·lar sis canons antiaeris (AA) nous de 76,2 mil·límetres al costat de l'embut de popa. A més, es van muntar dos canons AA de 2 lliures (1,6 polzades (40 mm)) construïts amb llicència a la coberta del castell de proa. El 1925-1926 el pal de proa va ser substituït per un pal de quatre potes (tetràpodes), que es va moure cap endavant dels embuts, es van millorar els telèmetres i el vaixell va ser equipat per portar un hidroavió Macchi M.18 muntat a la torreta al mig del vaixell. Al voltant de la mateixa època, un dels vaixells o els dos estaven equipats amb una catapulta d'avió fixa a babord del castell de proa.
El Giulio Cesare va començar una extensa reconstrucció l'octubre de 1933 a la drassana Cantieri del Tirreno de Gènova que va durar fins a l'octubre de 1937. Es va empeltar una nova secció de proa sobre la proa existent que va augmentar la seva longitud en 10,31 metres (33 peus 10 polzades) fins a 186,4 metres (611 peus 7 polzades) i el seu feix augmentat a 28,6 metres (93 peus 10 polzades). El calat del vaixell amb càrrega profunda va augmentar a 10,42 metres (34 peus 2 polzades). Tots els canvis fets van augmentar el seu desplaçament a 26.140 tones llargues (26.560 t) amb càrrega estàndard i 29.100 tones llargues (29.600 t) amb càrrega profunda. La tripulació del vaixell va augmentar a 1.260 oficials i mariners. Es van retirar dos dels eixos de l'hèlix i les turbines existents es van substituir per dues turbines de vapor amb engranatges Belluzzo amb una potència nominal de 75.000 hps (56.000 kW). Les calderes van ser substituïdes per vuit calderes Yarrow. En les seves proves al mar el desembre de 1936, abans que la seva reconstrucció es completés completament, el Giulio Cesare va assolir una velocitat de 28,24 nusos (52,30 km/h; 32,50 mph) des de 93.430 hps (69.670 kW). En servei, la seva velocitat màxima era d'uns 27 nusos (50 km/h; 31 mph) i tenia una autonomia de 6.400 milles nàutiques (11.900 km; 7.400 milles) a una velocitat de 13 nusos (24 km/h; 15). mph).
Els canons principals es van modificar per canons de 320 mm (12,6 polzades) i es van retirar la torreta central i els tubs de torpede. Tot l'armament secundari existent i els canons AA es van substituir per una dotzena de canons de 120 mm en sis torretes de dos canons i vuit canons AA de 100 mm (4 polzades) en torretes bessones. A més, el vaixell estava equipat amb una dotzena de canons AA lleugers Breda de 37 mil·límetres (1,5 polzades) en sis muntatges de dos canons i dotze metralladores antiaèries Breda M31 de 13,2 mil·límetres (0,52 polzades), també en suports dobles El 1940 les metralladores de 13,2 mm van ser reemplaçades per canons AA de 20 mm (0,79 polzades) en montures dobles. El Giulio Cesare va rebre dos muntatges bessons més, així com quatre canons addicionals de 37 mm en muntatges bessons al castell de proa entre les dues torretes el 1941. El pal tetrapodal va ser substituït per una nova torre de comandament endavant, protegida amb un blindatge de 260 mil·límetres (10,2 polzades). Damunt de la torre de control hi havia un director de control de foc equipat amb dos grans telèmetres estèreo, amb una longitud de base de 7,2 metres (23,6 peus).
El blindatge de la coberta es va augmentar durant la reconstrucció fins a un total de 135 mil·límetres (5,3 polzades) sobre les sales de màquines i calderes i 166 mil·límetres (6,5 polzades) sobre les santabàrbares, tot i que la seva distribució en tres cobertes, va significar que era considerablement menys efectiu que una sola placa del mateix gruix. L'armadura que protegia les barbetes es va reforçar amb plaques de 50 mil·límetres (2 polzades). Tot aquest blindatge pesava un total de 3.227 tones llargues (3.279 t). La protecció submarina existent va ser substituïda pel sistema de defensa de torpedes Pugliese que consistia en un gran cilindre envoltat de fuel o aigua que tenia la intenció d'absorbir l'explosió d'una ogiva de torpedes. Li mancava, però, prou profunditat per ser plenament eficaç contra els torpedes contemporanis. Un problema important de la reconstrucció va ser que l'augment de calat del vaixell va significar que el seu cinturó de blindatge de línia de flotació estava gairebé completament submergit amb qualsevol càrrega important.

## Construcció i servei

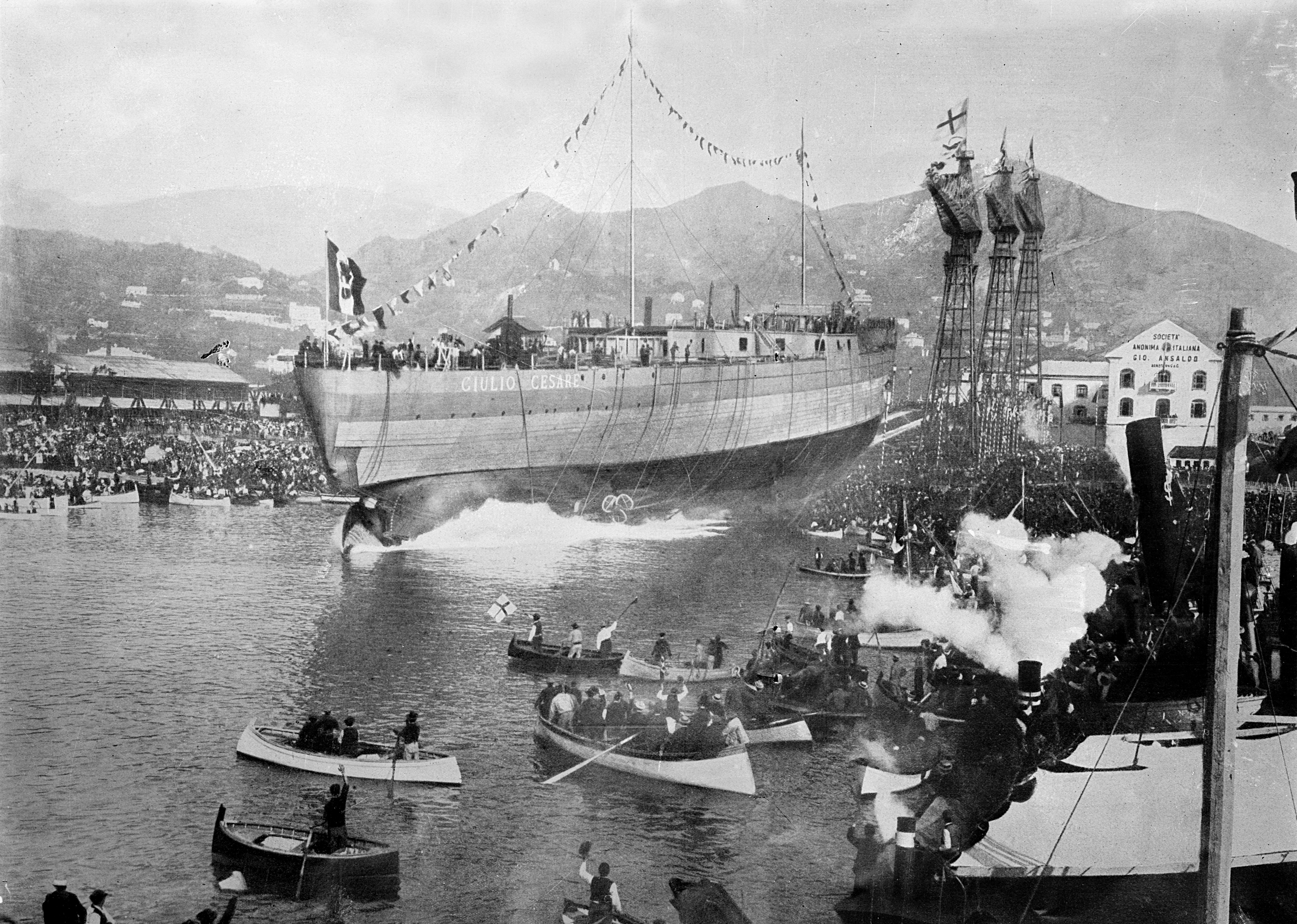
Llançament del Giulio Cesare, 15 d'octubre de 1911.

El Giulio Cesare va ser anomenat així en honor a Juli Cèsar, posant-se-li la quilla a la drassana Gio. Ansaldo & C. de Gènova el 24 de juny de 1910 i avarat el 15 d'octubre de 1911. Es va acabar el 14 de maig de 1914 i va servir com a vaixell insígnia al sud del mar Adriàtic durant la Primera Guerra Mundial. No va veure cap acció, però, i passava poc temps al mar. L'almirall Paolo Thaon di Revel, el cap d'estat major naval italià, creia que els submarins austrohongaresos i els minadors podien operar amb massa eficàcia a les estretes aigües de l'Adriàtic. L'amenaça d'aquestes armes submarines a les seves naus capitals era massa greu perquè pogués utilitzar la flota d'una manera activa. En canvi, Revel va decidir implementar un bloqueig a l'extrem sud relativament més segur de l'Adriàtic amb la flota de batalla, mentre que els vaixells més petits, com els torpediners MAS, feien incursions a vaixells i instal·lacions austrohongareses. Mentrestant, els cuirassats de Revel es conservarien per enfrontar-se a la flota de batalla austrohongaresa en cas que busqués un compromís decisiu.

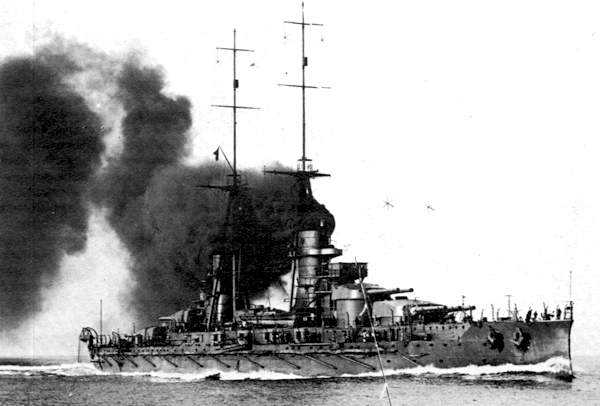
El Gulio Cesare poc després de la seva finalització, 1914

El Giulio Cesare va fer visites al port al Llevant el 1919 i el 1920. Tant el Giulio Cesare com el Conte di Cavour van donar suport a les operacions italianes a Corfú el 1923 després que un general italià i el seu estat major fossin assassinats a la frontera greco-albanesa; Benito Mussolini, que havia estat buscant un pretext per apoderar-se de Corfú, va ordenar que les tropes italianes ocupessin l'illa. El Cesare es va convertir en un vaixell d'entrenament d'artilleria el 1928, després d'haver estat en reserva des de 1926. Va ser reconstruït als Cantieri del Tirreno, Gènova, entre 1933 i 1937. Tots dos vaixells van participar en una revista naval en honor d'Adolf Hitler a la badia de Nàpols el maig de 1938 i va cobrir la invasió d'Albània el maig de 1939.

### Segona Guerra Mundial
A principis de la Segona Guerra Mundial, el vaixell va participar en la batalla de Calàbria (també coneguda com la Batalla de Punta Stilo), juntament amb el Conte di Cavour, el 9 de juliol de 1940, com a part del 1r Esquadró de Batalla, comandat per l'almirall Inigo Campioni, durant el qual es va enfrontar amb elements importants de la flota britànica de la Mediterrània. Els britànics estaven escortant un comboi de Malta a Alexandria, mentre que els italians havien acabat d'escortar un altre de Nàpols a Bengasi, Líbia. L'almirall Andrew Cunningham, comandant de la flota mediterrània, va intentar interposar els seus vaixells entre els italians i la seva base a Tàrent. La tripulació de les flotes es va veure mútuament a mitja tarda i els cuirassats van obrir foc a les 15:53 a una distància de gairebé 27.000 metres (29.000 iardes). Els dos principals cuirassats britànics, HMS Warspite i Malaya, van respondre un minut més tard. Tres minuts després d'obrir foc, els obusos del Giulio Cesare van començar a caure sobre Warspite que va fer un petit gir i va augmentar la velocitat, per evitar la punteria del vaixell italià, a les 16:00. Algunes rondes disparades pel Giulio Cesare van superar el Warspite i gairebé van perdre els destructors HMS Decoy i Hereward, colpejant les seves superestructures amb estelles. En aquell mateix temps, un obús del Warspite va impactar en el Giulio Cesare a una distància d'uns 24.000 metres (26.000 iardes). L'obús va perforar l'embut posterior i va detonar dins d'ell, fent un forat de gairebé 6,1 metres (20 peus) de diàmetre. Els fragments van provocar diversos incendis i el seu fum va ser arrossegat a les sales de calderes, forçant quatre calderes fora de línia perquè els seus operaris no podien respirar. Això va reduir la velocitat del vaixell a 18 nusos (33 km/h; 21 mph). Sense saber fins a quin punt era el dany, Campioni va ordenar als seus cuirassats que es retiressin davant d'un nombre superior britànic i es van desenganxar amb èxit. Les reparacions del Giulio Cesare es van completar a finals d'agost i ambdós vaixells van intentar sense èxit interceptar combois britànics a Malta a l'agost i al setembre.
La nit de l'11 de novembre de 1940, el Giulio Cesare i els altres cuirassats italians estaven fondejats al port de Tàrent quan van ser atacats per 21 torpediners Fairey Swordfish del portaavions britànic HMS Illustrious, juntament amb diversos altres vaixells de guerra. Un torpede va enfonsar el Conte di Cavour en aigües poc profundes, però el Giulio Cesare no va rebre cap impacte durant l'atac. Va participar en la batalla del Cap Spartivento el 27 de novembre de 1940, però no es va apropar prou a cap vaixell britànic per disparar-los. El vaixell va ser danyat el gener de 1941 per unes estelles d'un accident durant un atac aeri a Nàpols. bombarders Vickers Wellington de la Royal Air Force; les reparacions a Gènova es van completar a principis de febrer. El 8 de febrer, va navegar des de l'estret de Bonifacio per interceptar el que els italians pensaven que era un comboi de Malta, però en realitat era una incursió a Gènova. No va poder contactar amb cap força britànica. Va participar en la Primera Batalla de Sirte el 17 de desembre de 1941, proporcionant cobertura llunyana per a un comboi amb destinació a Líbia i breument enfrontant la força d'escorta d'un comboi britànic. També va proporcionar cobertura llunyana per a un altre comboi cap al nord d'Àfrica a principis de gener de 1942. El Giulio Cesare va ser reduït a un vaixell escola després a Tàrent i més tard a Pola. Després de la rendició italiana el 9 de setembre de 1943, va anar a Tàrent, reprimint un motí i suportant un atac ineficaç de cinc avions alemanys en ruta. Després va navegar cap a Malta on va arribar el 12 de setembre per ser internat. El vaixell hi va romandre fins al 17 de juny de 1944 quan va tornar a Tàrent on va romandre els quatre anys següents.

### Servei soviètic

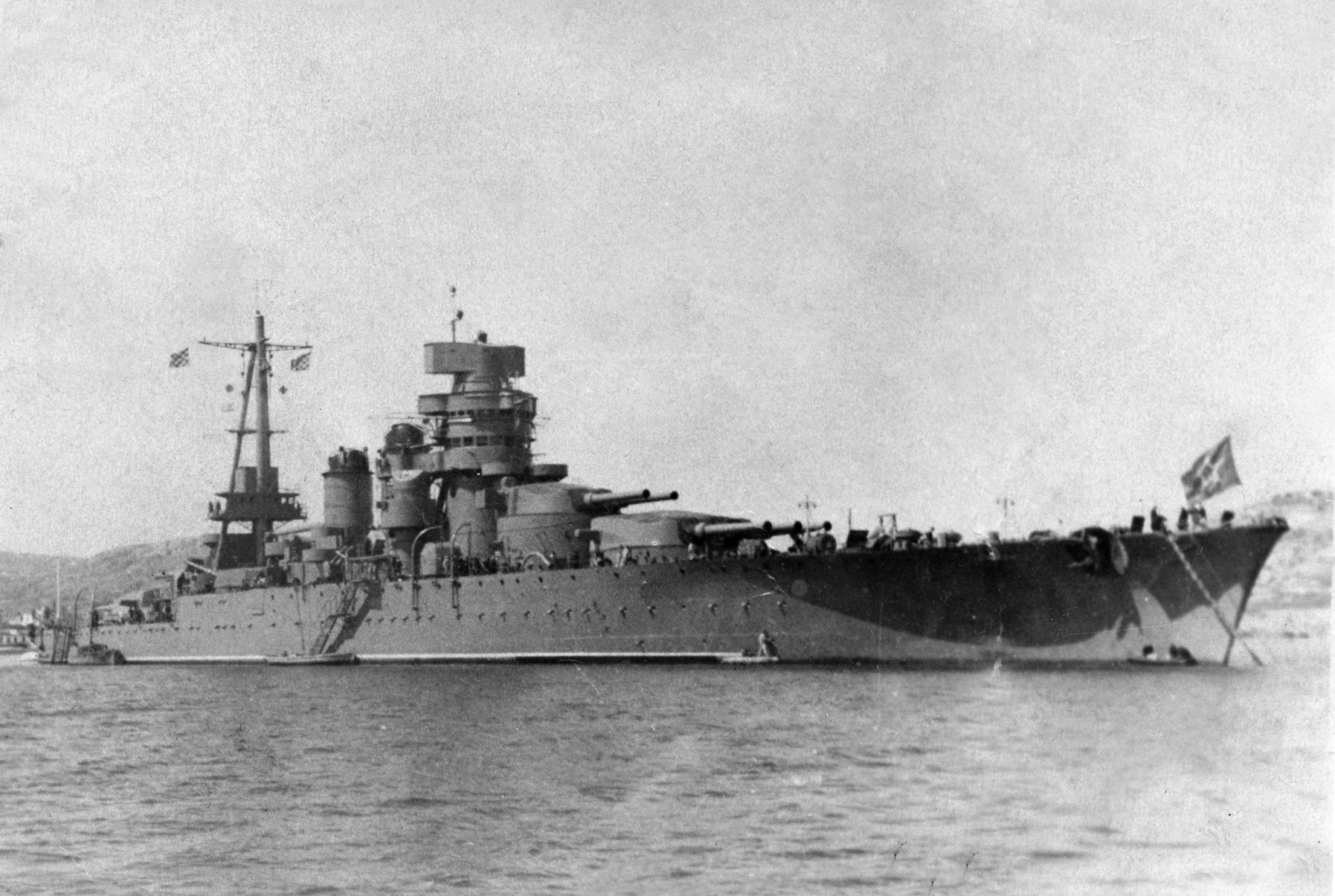
Novorossiysk a l'àncora, onejant el pavelló soviètic

Després de la guerra, El Giulio Cesare va ser assignat a la Unió Soviètica com a part de les reparacions de guerra. Va ser traslladada a Augusta, Sicília, el 9 de desembre de 1948, on es va fer un intent de sabotatge sense èxit. El vaixell va ser eliminat del registre naval el 15 de desembre i lliurat als soviètics el 6 de febrer de 1949 amb el nom temporal de Z11 a Vlorë, Albània. Va ser rebatejat Novorossiysk, perde la ciutat soviètica d'aquest nom al mar Negre. Els soviètics el van utilitzar com a vaixell escola i li van donar vuit equipaments. El 1953, tots els canons AA lleugers italians van ser substituïts per divuit canons AA 70-K de 37 mm en sis muntatges dobles i sis individuals. També es van substituir els seus sistemes de control de foc i radars. Això estava pensat com un rearmament temporal, ja que els soviètics van elaborar plans per reemplaçar els seus muntatges secundaris de 120 mm pel 130 mm/58 SM-2 que estava en desenvolupament, i els canons de 100 mm i 37 mm amb 8 canons quàdruples de 45 mm. Mentre estava fondejat a Sebastopol la nit del 28/29 d'octubre de 1955, una explosió va provocar un forat de 4 per 14 metres (13 per 46 peus) al castell de proa davant de la torreta "A". La inundació no es va poder controlar i va bolcar amb la pèrdua de 617 homes, inclosos 61 homes enviats des d'altres vaixells per ajudar.
La causa de l'explosió encara no està clara. La causa oficial, considerada com la més probable, va ser una mina de fons magnètica RMH o LMB, col·locada pels alemanys durant la Segona Guerra Mundial i desencadenada per l'arrossegament de la cadena d'àncora del cuirassat abans de l'amarratge per última vegada. Les recerques posteriors van localitzar 32 mines d'aquest tipus, algunes d'elles a menys de 50 metres (160 peus) de l'explosió. El dany va ser consistent amb una explosió de 1.000-1.200 quilograms (2.200-2.600 lliures) de TNT, i més d'una mina podria haver detonat. S'han proposat altres explicacions per a la pèrdua del vaixell, i la més popular d'aquestes és que va ser enfonsada per homes granota italians de la unitat d'operacions especials en temps de guerra de la Decima Flottiglia MAS que, més de deu anys després del cessament de les hostilitats, venjaven el trasllat de l'antic cuirassat italià a l'URSS o l'enfonsava en nom de l'OTAN. El Novorossiysk va ser eliminat del registre naval el 24 de febrer de 1956, recuperat el 4 de maig de 1957 i posteriorment desballestat.